# Thors saga
|  | Denne artikel er oprettet af botten PalnaBot ud fra en ekstern database. Den kan derfor have sproglige fejl eller mangler. Denne skabelon kan fjernes efter kontrol af indholdet. |

Thors saga er en portrætfilm instrueret af Ulla Boje Rasmussen efter eget manuskript.

## Handling
Thors saga er den dramatiske fortælling om en extraordinær islandsk familie. Familiens historie har gennem fire generationer været nært flettet sammen med Islands op- og nedture. Filmen spejler fortællingerne om familiens 1. og 4. generation i hinanden i et unikt stykke nordisk erhvervshistorie, der indfanger den ukuelige iværksætterånd i krydsfeltet mellem enkeltpersoners og nationers skæbner.